# Arnulfo González
Arnulfo González Navarro (ur. 9 sierpnia 1991 w San Buenaventura) – meksykański piłkarz występujący na pozycji prawego pomocnika.

## Kariera klubowa
Parra w młodym wieku występował w czwartoligowym Venados i trzecioligowym CD Cuautla, skąd latem 2008 przeszedł do zespołu Club Santos Laguna z siedzibą w mieście Torreón. Do treningów pierwszej drużyny został włączony przez szkoleniowca Sergio Bueno i w meksykańskiej Primera División zadebiutował 8 sierpnia 2009 w przegranym 1:2 spotkaniu z Atlasem. Premierowego gola w karierze seniorskiej strzelił 4 sierpnia 2010 w wygranej 5:0 konfrontacji z trynidadzkim San Juan Jabloteh w ramach Ligi Mistrzów CONCACAF. W sezonie Bicentenario 2010 wywalczył z Santos Laguną tytuł wicemistrza Meksyku i sukces ten powtórzył również w rozgrywkach Apertura 2010 i Apertura 2011. Podczas wiosennej fazy Clausura 2012 zdobył za to mistrzostwo kraju, jednak jego wkład w ten sukces był niewielki, gdyż rozegrał on tylko jeden mecz w roli rezerwowego. W sezonie 2011/2012 wziął udział w czterech pojedynkach Ligi Mistrzów CONCACAF, gdzie Santos Laguna dotarła aż do dwumeczu finałowego, przegrywając w nim ostatecznie z Monterrey.
| Sezon     | Klub          | Kraj   | Rozgrywki | Mecze | Bramki |
| --------- | ------------- | ------ | --------- | ----- | ------ |
| 2009/2010 | Santos Laguna | Meksyk | Liga MX   | 2     | 0      |
| 2010/2011 | Santos Laguna | Meksyk | Liga MX   | 5     | 0      |
| 2011/2012 | Santos Laguna | Meksyk | Liga MX   | 1     | 0      |